# Trương Giới Tân
Trương Giới Tân (tiếng Trung: 張介賓; bính âm: Zhāng Jièbīn; 1563–1640) là một thầy thuốc và nhà văn Trung Quốc triều đại nhà Minh. Khi còn trẻ, ông học y khoa và phục vụ trong quân đội với tư cách cố vấn. Sau sự nghiệp thành công với tư cách là thầy thuốc, ông dành những năm cuối đời tại quê hương Chiết Giang.

## Đầu đời
Trương Giới Tân sinh năm 1563 tại Sơn Âm (nay là Thiệu Hưng, tỉnh Chiết Giang). Ông chuyển đến Thuận Thiên, Bắc Kinh ngày nay, khi còn ở tuổi thiếu niên, tại đây cha ông được bổ nhiệm làm cố vấn danh dự trong quân đội.

## Sự nghiệp
Tại thủ đô, Trương Giới Tân được thầy thuốc Kim Mộng Thạch (金夢石) dạy kèm. Sau đó, ông trở thành cố vấn quân sự, đóng quân một thời gian ngắn tại Triều Tiên, mặc dù thời gian trong quân đội của ông không có nhiều biến cố. Trở về nhà ông dành nhiều thời gian để theo đuổi sự nghiệp với tư cách là một thầy thuốc, ông nổi tiếng vì cách tiếp cận y học, được coi là không chính thống vào thời điểm đó: thay vì nhằm vào các triệu chứng của bệnh, ông ưu tiên tập trung vào nguyên nhân gây ra căn bệnh. Ông có thể chữa trị những căn bệnh mà trước đó những thầy thuốc khác không chữa trị được và vì thế ông nhận nhiều lời khen ngợi cho công việc của mình.
Sau khi Minh Thần Tông băng hà vào năm 1620, Trương Giới Tân trở lại Chiết Giang, tại đây ông viết một số bài bình luận và chuyên luận về y học. Cuốn sách đầu tiên của ông, Loại kinh (類經), nghiên cứu Hoàng Đế nội kinh và xuất bản lần đầu vào năm 1624. Theo tác giả thế kỷ 17 Hoàng Tông Hy, cuốn sách là "tác phẩm về y học phổ biến và có giá trị nhất vào thời của ông ấy". Trương Giới Tân cũng viết sách bách khoa về y học Cảnh nhạc toàn thư (景岳全書), trong khoảng từ năm 1620 đến 1640; sách được xuất bản bởi người cháu trai sau khi Trương Giới Tân qua đời, người này cũng viết lời tựa, vào năm 1700.

## Quan điểm
Theo Trương Giới Tân, văn bản triết học cổ đại Kinh Dịch bắt buộc phải đọc đối với tất cả các thầy thuốc. Ông có khuynh hướng kết hợp các khái niệm Lý học và Đạo giáo vào các bản viết tay về y học của mình.
Trong những năm đầu, Trương Giới Tân đồng tình trường phái quan điểm trong y học Trung Quốc được gọi là "bổ âm". Tuy nhiên, khoảng 40 tuổi, ông bắt đầu quan tâm nhiều hơn đến "thành phần dương" của cơ thể, cho rằng sức khỏe tốt đến từ việc bảo vệ các cơ quan như dạ dày và lá lách, do đó cần "chất làm ấm" như thuốc lá. Ông là một trong những người ủng hộ việc hút thuốc lá sớm nhất và có ảnh hưởng nhất. Ông lập luận khói thuốc lá chứa "sự làm ấm cần cho sự sống và bổ sung dương khí" hỗ trợ các cơ quan chính của cơ thể và cho phép một người "chiến thắng nhiều bệnh tật". Dù vậy, Trương Giới Tân thừa nhận thuốc lá có "một số tác dụng gây say độc hại". Ông lưu ý không nên hút thuốc quá nhiều, khuyến nghị chỉ nên hút "một hoặc hai hơi mỗi lần".

### Trích dẫn
1. 1 2 3 4 5 6 7 8  Tsui 2017, tr. 866.
2. 1 2  Ma 2020, tr. 517.
3. ↑  Unschuld 2003, tr. 68.
4. ↑  Wu 2010, tr. 98.
5. ↑  Wu 2010, tr. 100.
6. 1 2 3  Benedict 2011, tr. 98.
7. ↑  Smith 2009, tr. 230.
8. ↑  Benedict 2011, tr. 99.